# Lecananthus
Lecananthus là một chi thực vật có hoa trong họ Thiến thảo (Rubiaceae).

## Loài
Chi Lecananthus gồm các loài: